# Maposeni
Maposeni ist ein Verwaltungsbezirk (Ward) des Distrikts Songea in der tansanischen Region Ruvuma.

## Geografie
Maposeni liegt im Südwesten von Tansania etwa 30 Kilometer Luftlinie nordwestlich der Regionshauptstadt Songea. Der Bezirk grenzt im Nordosten an Parangu, im Südosten an Peramiho, im Südwesten an Litisha und im Nordwesten an Kilagano. Bei der Volkszählung 2022 lebten 4670 Menschen in 1249 Haushalten auf einer Fläche von 168 Quadratkilometern.

## Gliederung
Der Bezirk besteht aus zwei Gemeinden (Mtaa) mit 18 Orten (Kitongoji):
| Maposeni - Namakinga A - Namakinga B - Namakinga C - Ujamaa - Rahaleo A - Rahaleo B - Kaloleni - Mabatini - Mbuyula A - Mbuyula B | Mdunduwalo - Mtesuka A - Mtesuka B - Mtesuka C - Hali A - Hali B - Mahenge - Goliama - Milola |

## Wirtschaft und Infrastruktur
- Bildung: Im Bezirk gibt es zwei weiterführende Schulen.[8] Die Kilagano Secondary School ist staatlich, die Mkombozi-Hills Secondary School wird privat geführt. Beide sind koedukative Schulen mit einer Ausbildung bis zur 4. Stufe.[9][10]
- Gesundheit: Für die medizinische Betreuung der Bevölkerung sorgen drei staatliche Apotheken.[11][12][13]